# Рєзніков Євгеній Сергійович
Євге́н (Євгеній) Сергі́йович Рє́зніков (нар. 29 листопада 1981, м. Кривий Ріг, Дніпропетровська область — пом. 14 червня 2014, м. Луганськ, Україна) — український військовослужбовець, десантник, сержант Збройних сил України.

## З життєпису
Євгеній Рєзніков народився у м. Кривий Ріг. 1997 року закінчив загальноосвітню школу. З 1999 до 2000 року проходив строкову військову службу в Донецьку, у Внутрішніх військах МВС.
З 2007 року працював помічником машиніста тепловоза в цеху експлуатації залізничного транспорту транспортного департаменту ПАТ «АрселорМіттал Кривий Ріг».
У зв'язку з російською збройною агресією проти України в березні 2014 року мобілізований до лав Збройних Сил України.
Сержант, заступник командира взводу — командир гармати 25-ї Дніпропетровської повітряно-десантної бригади Високомобільних десантних військ ЗС України, в/ч А1126, смт Гвардійське, Дніпропетровська область.

## Обставини загибелі
13 червня 2014 року десантники готувались до відправлення в зону проведення АТО. У ніч проти 14 червня трьома військово-транспортними літаками Іл-76 МД з інтервалом у 10 хвилин вони вилетіли в Луганський аеропорт на ротацію особового складу. На борту також були військова техніка, спорядження та продовольство.
14 червня о 0:40 перший літак (бортовий номер 76683), під командуванням полковника Дмитра Мимрикова приземлився в аеропорту.
Другий Іл-76 МД (бортовий номер 76777), під керівництвом командира літака підполковника Олександра Бєлого, на борту якого перебували 9 членів екіпажу 25-ї мелітопольської бригади транспортної авіації та 40 військовослужбовців 25-ї Дніпропетровської окремої повітряно-десантної бригади, о 0:51, під час заходу на посадку (аеродром міста Луганськ), на висоті 700 метрів, був підбитий російськими терористами з переносного зенітно-ракетного комплексу «Ігла». Внаслідок терористичного акту літак вибухнув у повітрі і врізався в землю поблизу території аеропорту. 49 військовослужбовців, — весь екіпаж літака та особовий склад десанту, — загинули. Третій літак за наказом повернувся в Мелітополь.
|                              | Там все було дуже грамотно по-військовому сплановано. Там без Росії не обійшлось. Вогонь вівся з усіх сторін. Це було не на рівні ненавчених бойовиків. Обстріл літака вівся дуже грамотно. Спочатку підсвічували трасером, а потім били. Із ПЗРК неможливо було збити літак, навіть якби боєприпас потрапив у двигун, то літак все рівно не загинув би. Стріляли з «Шилки». |
| — Полковник Дмитро Мимриков. | |

Пройшло більш як 40 діб перш ніж десантників поховали: українські військовики збирали рештки тіл загиблих, влада домовлялася з терористами про коридор для евакуації, у Дніпрі проводились експертизи ДНК для ідентифікації.
Шестеро із загиблих десантників — мешканці Кривого Рогу: старший лейтенант Алтунін Валерій Володимирович, сержант Рєзніков Євгеній Сергійович, молодший сержант Коснар Павло Леонідович, старший солдат Самохін Антон Олексійович, солдати Гайдук Ілля Віталійович і Дубяга Станіслав Вікторович.
25 липня криворіжани попрощались зі своїми земляками. Євгенія Рєзнікова поховали на Алеї Слави Центрального кладовища міста Кривий Ріг.
Залишились батьки Тетяна і Сергій, дружина та син. Батько Євгенія, — Сергій Олександрович Рєзніков, — також є робітником ПАТ «АрселорМіттал Кривий Ріг».

## Нагороди
- Орден «За мужність» III ст. (20.06.2014, посмертно) — за особисту мужність і героїзм, виявлені у захисті державного суверенітету та територіальної цілісності України, вірність військовій присязі та незламність духу[6].
- Нагрудний знак «За оборону Луганського аеропорту» (посмертно).

## Вшанування пам'яті
- 13 червня 2015 року в Дніпрі на Алеї Героїв до роковин загибелі військовиків у збитому терористами літаку Іл-76 встановили пам'ятні плити з іменами загиблих воїнів[7].
- 18 червня 2016 року на території військової частини А1126 в смт Гвардійське урочисто відкрили пам'ятник воїнам-десантникам 25-ї повітряно-десантної бригади, які героїчно загинули під час бойових дій у зоні проведення АТО. На гранітних плитах викарбувані 136 прізвищ, серед них і 40 десантників, які загинули у збитому літакові в Луганську[8].
- 14 жовтня 2016 року в смт Петрове на Кіровоградщині, на будівлі Петрівського НВО «ЗОШ І—ІІІ ступенів — гімназія», відкрито меморіальну дошку на честь колишнього учня Євгенія Рєзнікова[9].